# Isabella Hervey
Pour les articles homonymes, voir Hervey.
Isabella Hervey, également appelée Isabella de Pauw depuis son mariage, est une mannequin[réf. nécessaire], actrice[réf. nécessaire], préparatrice physique et socialite britannique, née le 9 mars 1982. Elle est la fille de Victor Hervey (6e marquis de Bristol), la sœur de Lady Victoria Hervey et de Frederick Hervey (8e marquis de Bristol), et la demi-sœur de John Hervey (7e marquis de Bristol).

## Jeunesse
Isabella Frederica Louisa Hervey est née à Monaco de Victor Hervey (6e marquis de Bristol) et de Lady Yvonne Sutton. Ses parrains et marraines sont la reine Fadila d'Égypte et son demi-frère John Hervey (7e marquis de Bristol) . Elle fait ses études à l'école de Woldingham. Son père meurt quand elle a trois ans et elle est envoyée en internat à l'âge de six ans. Elle souffre de boulimie dans sa jeunesse, mais s'est rétablie après avoir été soignée à l'hôpital du Priory. Elle rejoint Overeaters Anonymous. Elle aime les sports dès son plus jeune âge, notamment le saut d'obstacles professionnel .

## Carrière
Elle apparait dans l'émission de Téléréalité Channel 4 The Games (2004) et dans l'émission Celebrity Love Island d'ITV (2005). En 2005, elle est nommée "visage de Playboy UK" . Elle est candidate à Celebrity MasterChef et à l'émission de télévision britannique Sky One Vroom Vroom. Elle participe également à l'émission Cirque De Celebrite de Sky One et à l'émission Hole in the Wall de BBC1. Elle reçoit le titre d'aristocrate la plus sexy en mai 2006 et se classe 62e parmi ' 100 femmes les plus sexy du monde selon FHM .
Sa participation aux Jeux lui inspire de tenter une nouvelle carrière en tant qu'entraîneur personnel. Elle commence à organiser une série de cours de fitness qui comprend un jogging autour de Hyde Park .

## Famille
Lady Isabella a deux frères et sœurs aînés, Frederick Hervey (8e marquis de Bristol) et sa collègue personnalité médiatique Victoria Hervey. En plus de John, qui est le 7e marquis, elle a un demi-frère Nicholas ; tous deux sont maintenant décédés.
Dans une interview en 2005, elle déclare que son titre la retient dans sa carrière de mannequin. "Quand j'ai commencé, les bookers ont supposé que je n'avais pas besoin d'argent, donc ils ne m'ont pas proposé pour les gros boulots. En fin de compte, ce n'est pas parce que je suis une Lady que je suis riche."  Son demi-frère, le 7e marquis, dépense la majeure partie de la fortune familiale de 35 millions de livres sterling de son vivant, et elle s'est ensuite plainte de n'avoir eu "pratiquement rien" . Son père est décédé avant de créer un fonds en fiducie pour elle comme il l'avait fait pour ses deux frères et sœurs aînés .
Le 6 septembre 2014, Lady Isabella épouse le millionnaire belge Christophe de Pauw à l'église de Notre Dame de la Cambre à Bruxelles . Le couple a un fils, Victor, né le 5 janvier 2016 et nommé d'après son père, le 6e marquis. Il est le premier membre de la famille Hervey à être baptisé à l'église Ickworth en près de 40 ans. En 2010, son père est réenterré dans l'église, comme c'est la tradition pour les comtes et marquis de Bristol, et elle assiste à la cérémonie avec sa famille.